# Mario Sechi
Mario Sechi (ur. 29 stycznia 1968) – włoski dziennikarz i publicysta.

## Życiorys
Ukończył studia dziennikarskie na Uniwersytecie LUISS w Rzymie. Pracę dziennikarską rozpoczął w 1992 w mediolańskim „L'Indipendente”, w 1994 przeszedł do „il Giornale”, kierował redakcjami w Genui i Mediolanie. Od 1998 do 2001 był redaktorem naczelnym sardyńskiego dziennika regionalnego „L'Unione Sarda”, następnie powrócił do poprzedniego czasopisma. Od 2007 był zastępcą redaktora naczelnego magazynu „Panorama”, a od 2009 zajmował tożsame stanowisko w „Libero”. W lutym 2010 objął funkcję redaktora naczelnego dziennika „Il Tempo”. Zrezygnował z niego w styczniu 2013, kiedy to zadeklarował kandydowanie do parlamentu włoskiego z ramienia koalicji Z Montim dla Włoch (nie uzyskał mandatu).
W 2019 został dyrektorem agencji prasowej Agenzia Giornalistica Italia.